# Cardeñadijo
Cardeñadijo – gmina w Hiszpanii, w prowincji Burgos, w Kastylii i León, o powierzchni 9,21 km². W 2011 roku gmina liczyła 1220 mieszkańców.